# Oreodera cinerea
Oreodera cinerea là một loài bọ cánh cứng trong họ Cerambycidae.